# (17269) Dicksmith
(17269) Dicksmith (2000 LN1) – planetoida z grupy pasa głównego asteroid okrążająca Słońce w ciągu 4,51 lat w średniej odległości 2,73 j.a. Odkryta 3 czerwca 2000 roku.